# Basilio Boggiero Spotorno
Basilio Boggiero Spotorno, Sch. P. (Celle, República de Génova, hoy provincia de Savona, Italia, 5 de abril de 1752 - Zaragoza, 22 de febrero de 1809) fue un religioso de origen italiano que participó en los dos sitios de Zaragoza durante la Guerra de la Independencia Española defendiendo la ciudad. Fue conocido también como orador y poeta.

## Biografía
Tras realizar el noviciado en Daroca, en 1773 fue clérigo teólogo en el colegio de Santo Tomás de Aquino de las Escuelas Pías de Zaragoza. En 1776 fue profesor de Retórica y Gramática.
Culto, gran latinista, poeta y orador sagrado de fama.
Tuvo como alumnos a los tres hijos de Juan Felipe Rebolledo de Palafox, marqués de Lazán, Luis, Francisco y José.
Impulsó y participó en numerosos certámenes y academias literarias.
Al comenzar los Sitios Palafox fue nombrado jefe de la defensa de la ciudad de Zaragoza, En mayo de 1808 convirtió a su antiguo maestro en consejero y redactor de proclamas.
El General Palafox dice de él:

«El P. Basilio era un sabio, orador y escritor muy distinguido; era mi maestro y amigo; a él le debo mi educación; era mi compañero y mi consejero; el Mariscal Lannes lo arrancó de mi habitación cuando yo estaba moribundo, le hizo conducir a su presencia, le insultó y viendo que no podía quebrantar su ánimo, le hizo fusilar sobre el puente y su cuerpo fue arrojado al río con una gruesa bala de cañón, suspendida al cuello».

Durante el primer asedio de Zaragoza (15 de junio de 1808 al 14 de agosto de 1808), colaboró con el general Palafox, llegando a luchar en primera línea en los momentos más difíciles del Sitio. Fue apresado por un par de días por los franceses (del 11 al 13 de agosto), pero le dejaron en libertad. Tras el primer Sitio se convirtió en uno de los símbolos de la resistencia, siendo inmensa su fama. Participó también en el segundo Sitio (21 de diciembre de 1808 al 20 de febrero de 1809).
Tras la capitulación de la ciudad, fue asesinado el 22 de febrero de 1809 junto a Santiago Sas y al barón de Warsage, rompiendo así el mariscal Lannes su promesa de respetar la vida de los rendidos. Tras sus asesinatos, los franceses tiraron los cuerpos al río Ebro desde el puente de Piedra de Zaragoza. En la actualidad un monumento sobre el puente recuerda dichos sucesos.

## Obras
- Elocuencia Española, Zaragoza, 1784.[4]
- Vida del V. Padre Maestro Fr. Antonio Garcés de la Religión de Santo Domingo, Madrid, 1788.[4]
- Los Triunfos de la honestidad, Zaragoza, 1788.[4]
- Plan de Educación, que dejó sin concluir, para combatir el Emilio de Rousseau.[4]
- Traducción de los Pensamientos y En defensa de la religión, de Pascal, si bien apareció como traductor su hermano Andrés, teniente coronel y gobernador en América, y héroe en la guerra de la Independencia.[1]
- Poesías del P. Basilio Boggiero de Santiago, Madrid, 1817.[4]

## Reconocimientos
- Zaragoza le dedicó una calle en 1863.[5]
- Zaragoza evocó su figura y la de sus compañeros en la Exposición de 1908 dedicándoles un monumento en el puente de Piedra de Zaragoza.